# Elne
Elne – miejscowość i gmina we Francji, w regionie Oksytania, w departamencie Pireneje Wschodnie.
Według danych na rok 1990 gminę zamieszkiwały 6262 osoby, a gęstość zaludnienia wynosiła 294 osoby/km² (wśród 1545 gmin Langwedocji-Roussillon Elne plasuje się na 44. miejscu pod względem liczby ludności, natomiast pod względem powierzchni na miejscu 347.). 

## Zabytki
Zabytki na terenie gminy posiadające status monument historique:
- Arc d'Elne
- katedra świętych Eulalii i Julii (Cathédrale Sainte-Eulalie-et-Sainte-Julie d'Elne)
- klasztor (Cloître d'Elne)
- budynek przy 3, rue Sébastopol
- zamek d'en Bardou (château d'en Bardou lub także pod nazwą maternité suisse d'Elne)
- Porte de Balagué
- Porte de Collioure
- Porte de Perpignan

## Populacja

Populacja Elne w latach 1962–2008